# Музикалка
Музикалка (Музична фабрика) — народний топонім, розмовна назва місцевості Житомира в районі колишньої музичної фабрики «Мелодія». 

## Розташування
Історична місцевість розташована в Корольовському адміністративному районі, у південно-східній частині міста, в районі перехрестя вулиць Великої Бердичівської, Жуйка та Льва Толстого. Поширюється на дотичні до цього перехрестя квартали. Назва пояснюється розташуванням поблизу даного перехрестя фабрики музичних інструментів, нині не діючої. Місцевість має іншу історичну назву — Липки. 
Межує з наступними історичними місцевостями: на заході з Російською Слобідкою; з північного заходу до північного сходу оточена Путятинкою; на південному заході межує з Першою Смолянкою та Кривим Бродом.
Місцевість являє собою значний транспортний вузол на півдні міста, крізь який проходять транспортні потоки у напрямку Бердичева та Сквири.

## Історичні відомості
Земля, де тепер розташовується місцевість Музикалка юридично була передмістям упродовж ХІХ ст. і відома за іншою історичною назвою — Липки. Протягом ХІХ ст. місцевість була малозабудованою. У 1827-1840 рр. тут збудовано комплекс дерев'яних будівель богоугодних закладів, у тому числі губернську лікарню. Східніше виникло кладовище богоугодних закладів, у тому числі жертв холерних морів. 
Сучасна вулична мережа нинішнього району музичної фабрики почала формуватися опісля прокладання у 1886 році шосейної дороги на Бердичів. Сформувалося Бердичівське шосе (нинішня вулиця Жуйка). Тодішнім генпланом передбачалося продовження Бердичівського шосе (вулиці Жуйка) до Східної вулиці. Відбулася ділянка цього продовження, що нині являє собою вулицю Льва Толстого. Тодішнім генпланом передбачалося продовження Ніколаєвської вулиці (нинішньої Фещенка-Чопівського) до Південної вулиці. Південна вулиця пролягала паралельно проектній південно-східній межі міста. Тоді почала формуватися хаотична житлова забудова. Сформувалися провулки Шосейний, Тетерівські, Путятинський, 2-й Бердичівський. 
Протягом 1860-1910-х рр. споруджено нові кам'яні корпуси Богоугодних закладів (збереглися дотепер на території Першої міської лікарні). На початку ХХ ст. поруч з Богоугодними закладами споруджено каплицю в пам'ять про жертв холерних морів, а також дитячий Маріїнський дитячий притулок. Після більшовицького перевороту на території Маріїнського дитячого притулку розмістилася невелике кустарне виробництво меблів. З 1934 року там же розпочато виробництво музичних інструментів. Двоповерхова будівля притулку, в подальшому пристосована під адміністративний корпус фабрики, збереглася дотепер за № 3 по вулиці Жуйка. В подальші роки внаслідок розширення й будівництва нових виробничо-складських корпусів фабрики музичних інструментів, знесено каплицю й старе кладовище жертв холерних морів. З 1990 року фабрика реорганізована у ВАТ «Мелодія». Та невдовзі фабрика припинила функціонування. Не дивлячись на це назва «Музикалка» вживається містянами дотепер, у тому числі в ЗМІ, рієлторській діяльності тощо.